# دير الضبري (خيران المحرق)

تعديل مصدري - تعديل

دير الضبري هي إحدى قرى عزلة الدانعى بمديرية خيران المحرق التابعة لمحافظة حجة، بلغ تعداد سكانها 885 نسمة حسب تعداد اليمن لعام 2004.